# Гуардія-П'ємонтезе
Гуардія-П'ємонтезе, Ґуардія-П'ємонтезе (окс. La Gàrdia, італ. Guardia Piemontese, сиц. Guardia) — муніципалітет в Італії, у регіоні Калабрія,  провінція Козенца.
Гуардія-П'ємонтезе розташована на відстані близько 410 км на південний схід від Рима, 85 км на північний захід від Катандзаро, 29 км на північний захід від Козенци.
Населення — 1895 осіб (2014).

## Демографія
Населення за роками:

Станом на 1 січня 2023 року в муніципалітеті офіційно проживало 110 іноземців з 19 країн, серед них 35 громадян країн Євросоюзу та 2 громадяни України.

## Сусідні муніципалітети
- Аккуаппеза
- Четраро
- Фускальдо
- Фаньяно-Кастелло